# Aracanidae
Aracanidae är en familj i ordningen blåsfiskartade fiskar, som. sammanlagt omfattar 13 arter, fördelade på sex släkten. Familjen beskrevs 1941 av den brittiska  iktyologen Alec Fraser-Brunner. De förekommer i Stilla havet norrut till Östkinesiska havet och i de östra delarna Indiska oceanen. Familjen placerades tidigare som en underfamilj av koffertfiskar (Ostraciidae), då under namnet Aracaninae, men upphöjdes 1994 till egen familj.
Dessa fiskar har 9 till 13 taggstrålar i ryggfenan och 9 till 13 taggstrålar i analfenan. Några arter proucerar ett giftigt ämne. Födan utgörs av ryggradslösa djur och av alger. Vanligen lever en hanne tillsammans med flera honor. Familjens medlemmar blir cirka 60 cm långa.

## Släkten och arter
- Anoplocapros
  - Anoplocapros amygdaloides
  - Anoplocapros inermis
  - Anoplocapros lenticularis
  - Anoplocapros robustus
- Aracana
  - Aracana aurita
  - Aracana ornata
- Caprichthys
  - Caprichthys gymnura
- Capropygia
  - Capropygia unistriata
- Kentrocapros
  - Kentrocapros aculeatus
  - Kentrocapros eco
  - Kentrocapros flavofasciatus
  - Kentrocapros rosapinto
- Polyplacapros
  - Polyplacapros tyleri